# مونتس إن تيرنويس
مونتس إن تيرنويس (بالفرنسية: Monts-en-Ternois)‏ هي بلدية تقع في إقليم باد كاليه من منطقة نور با دو كاليه في شمال فرنسا. تبلغ مساحة هذه المدينة 3.53 (كم²)، وترتفع عن سطح البحر 135 م، يبلغ عدد سكانها 57 نسمة حسب إحصاء المعهد الوطني للإحصاء والدراسات الاقتصادية سنة 2009 م. وترأس Thierry Cousin البلدية خلال فترة (2008-2014).